# Henry Brougham
Henry Brougham (Crowthorne, Bracknell Forest, Berkshire, 8 de juliol de 1888 – La Croix-Valmer, Var, 18 de febrer de 1923) va ser un multidisciplinari esportista anglès que va competir a començaments del segle XX en rackets, cricket i rugbi.
El 1908 va prendre part en els Jocs Olímpics de Londres, on guanyà la medalla de bronze en la prova individual de rackets.
La seva vida esportiva quedà truncada per culpa de les ferides patides durant la Primera Guerra Mundial, on patí els efectes del gas verinós i acabà morint el 1923, amb tan sols 34 anys.